# 青山月見ル君想フ
青山月見ル君想フ（あおやまつきみるきみおもう）は、東京都港区南青山にあるライブハウス。2004年10月16日開店。

## 概要
- ステージ上に大きな満月が浮かび、客席は吹き抜けの構造となっている[2]。
- 店名は元オーナーが沖縄の波留間島で見た月をイメージしたものである。そのため当初はメニューなどに沖縄色を強く出していた[1]。
- 結婚式や披露宴二次会でも利用されている[1]。
- 2012年9月19日に同店監修のオムニバス盤「MOONROMANTIC 月見ル君想フのウタ」が発売された[3]。
- サポニン「サポボッチ３」、3776「ダイナミクスへの誘い 第五回3776ワンマンライブ 暑さ寒さも3776ワンマンライブまで！」といったライブDVD作品の舞台となっている[4][5]。
- 2014年12月には、台湾師範大学近くの潮州街に姉妹店「台北月見ル君想フ」を開いた[6]。